# 花川芽衣
花川 芽衣（はなかわ めい、6月8日 - ）は、声優・アイドル。22/7の元メンバー。青森県出身。

## 略歴
2016年12月24日、応募総数10,325名の中から、22/7最終オーディションに合格。エントリーナンバーは7番であった。
2017年3月1日、「私たちの名付け親になってください」SHOWROOM配信で、名前を募集。
2017年3月4日、メンバー名発表SHOWROOM配信で、名前が「花川芽衣」に決定。
2017年5月9日、配役決定生電話SHOWROOM配信で、22/7のキャラクターの斎藤ニコルの声優を担当することが正式に決定。それに伴い素顔が初公開された。
2017年9月20日、22/7の1stシングル「僕は存在していなかった」でメジャーデビュー。
2018年4月、静岡朝日テレビ『コピンクス2020 港と僕とトリロジー』にナレーションとして出演決定。
2019年10月、体調不良による休養が発表される。
2019年12月、回復の兆しが見えないため、年内での22/7メンバーからの卒業を決断したことをオフィシャルブログで報告した。12月24日に結成3周年記念イベントでファンに向けての挨拶、28日に延期になっていた4thシングル 「何もしてあげられない」の個別握手会が行われた。斎藤ニコル役は河瀬詩が引き継いだ。

## 人物
- 愛称は「めいめい」「めいちゃん」。
- 実家で飼っているウサギの「のんちゃん」を溺愛している[12]。
- アイドルと声優のどっちにもなりたかった彼女にピッタリな22/7のことを知り、オーディションに応募した[13]。
- 趣味はお菓子作りである[14]。
- 『輪るピングドラム』がすごく好きで、主人公の高倉陽毬ちゃんになりたいと思っていた[15]。

## 出演

### テレビ番組
- コピンクス2020 〜港と僕とトリロジー〜（2018年4月3日 - 2019年5月、 静岡朝日テレビ） - ナレーション（僕）[16]
- 22/7 計算中 （2018年7月7日 - 2019年12月28日、 TOKYO MXほか）[17]

### ラジオ
- 22/7（ナナブンノニジュウニ） 割り切れないラジオ（2017年4月9日 - 2018年7月1日 不定期、超!A&G+）[18]

### その他
- 22/7（2017年 - 2019年、斎藤ニコル）